# Rhodostrophia suavis
Rhodostrophia suavis là một loài bướm đêm trong họ Geometridae.